# 단편 영화

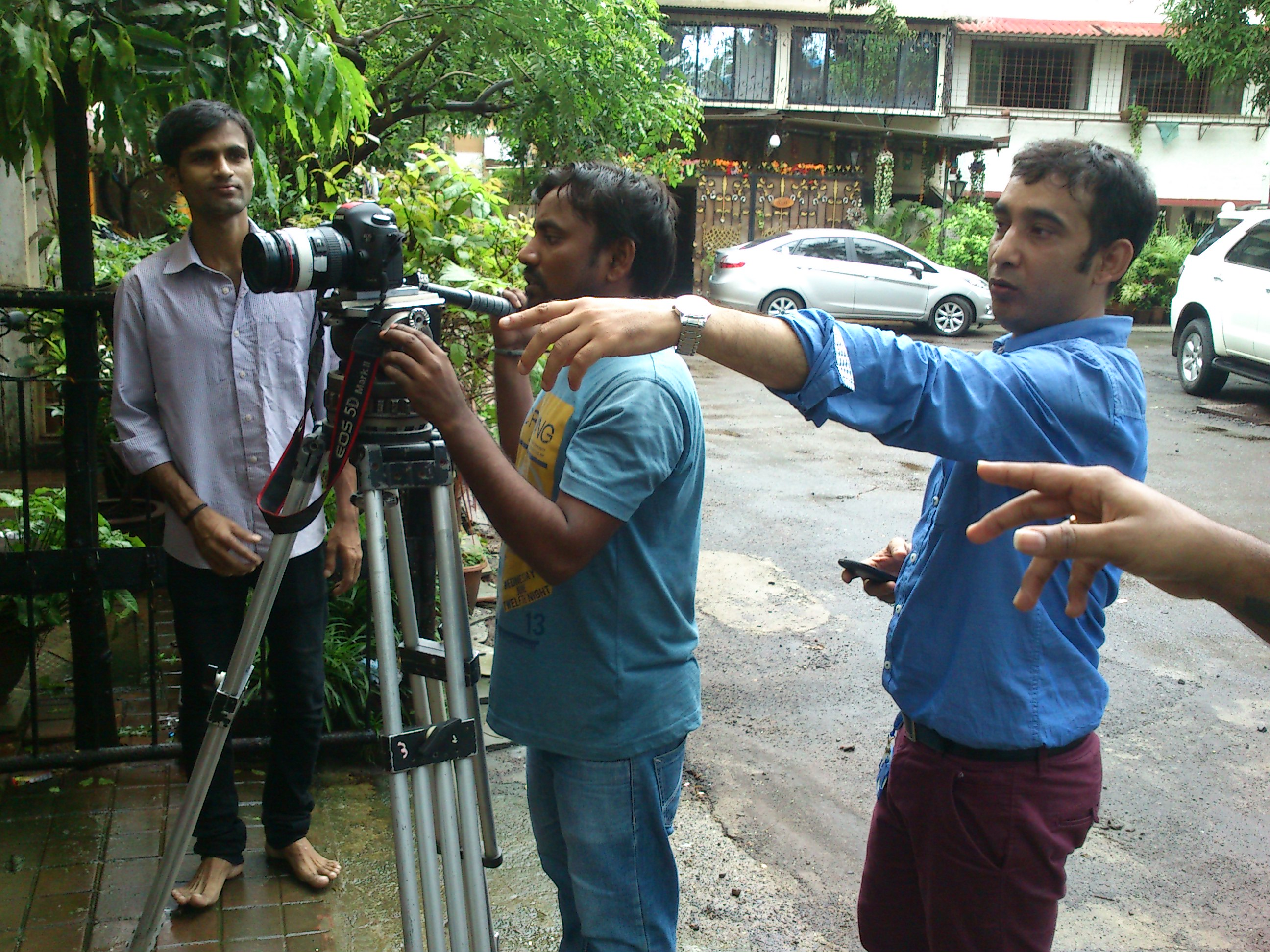

단편 영화(短篇映畵)는 상영 시간이 짧은 영화를 가리킨다. 영화 예술 과학 아카데미는 단편 영화를 "모든 크레딧을 포함하여 30분 안팎의 러닝 타임을 지닌 오리지널 영화"로 정의한다.
미국에서 단편 영화는 일반적으로 1920년대부터 1970년대까지 2개의 35mm 릴 이하로 제한되었을 때 단편 영화로, 3~4개의 릴로 구성된 영화는 장편 영화로 불렸다. "short"는 두 용어의 약어였다.
점점 더 희귀해지는 업계 용어인 "short subject"는 영화가 장편 영화와 함께 프레젠테이션의 일부로 표시된다는 가정을 더 많이 담고 있다. 단편 영화는 종종 지역, 국가 또는 국제 영화제에서 상영되며 예산이 부족한 독립 영화 제작자가 제작한다. 그들은 일반적으로 영화 보조금, 비영리 단체, 후원자 또는 개인 자금으로 자금을 조달한다. 단편 영화는 일반적으로 업계 경험을 위해 사용되며 개인 투자자, 제작사 또는 영화 스튜디오로부터 향후 프로젝트를 위한 자금을 확보하기 위해 재능을 선보이는 플랫폼으로 사용된다. 장편 영화와 함께 출시될 수도 있고 일부 홈 비디오 출시에 보너스 기능으로 포함될 수도 있다.

## 같이 보기
- 장편 영화
- 얼레
- 뮤직 비디오
- 템페레 영화제